# Draft de la NBA de 2020
El Draft de la NBA de 2020 se celebró el miércoles 18 de noviembre de 2020 en los estudios de la cadena ESPN en Bristol, Connecticut. Los equipos de la National Basketball Association (NBA) se turnaron para seleccionar a los jugadores del baloncesto universitario de los Estados Unidos y otros jugadores elegibles, incluyendo los jugadores internacionales. La lotería del draft tuvo lugar el 20 de agosto, durante la celebración de los playoffs.

## Selecciones del draft

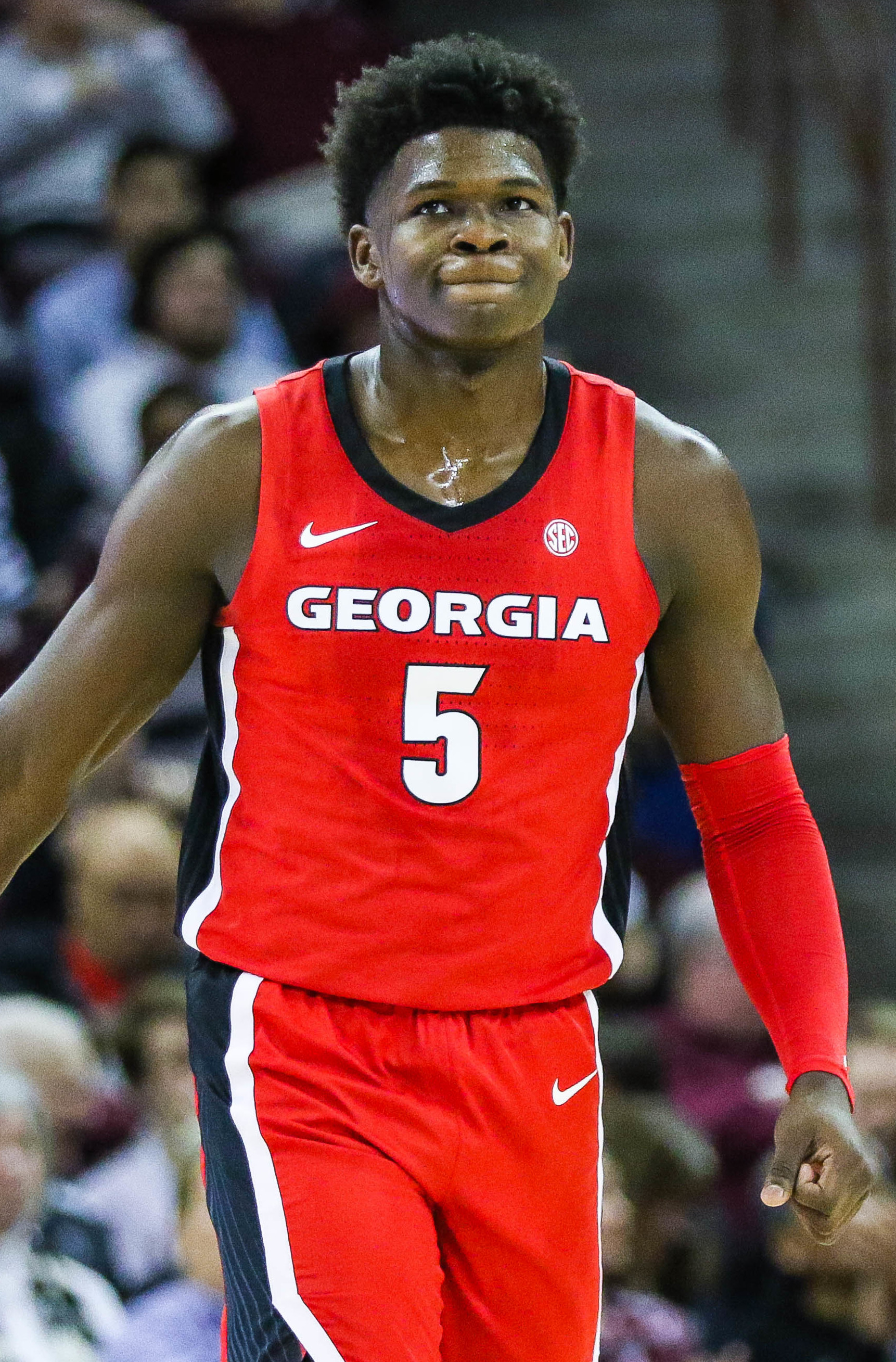
Anthony Edwards fue elegido n.º 1 por Minnesota Timberwolves.

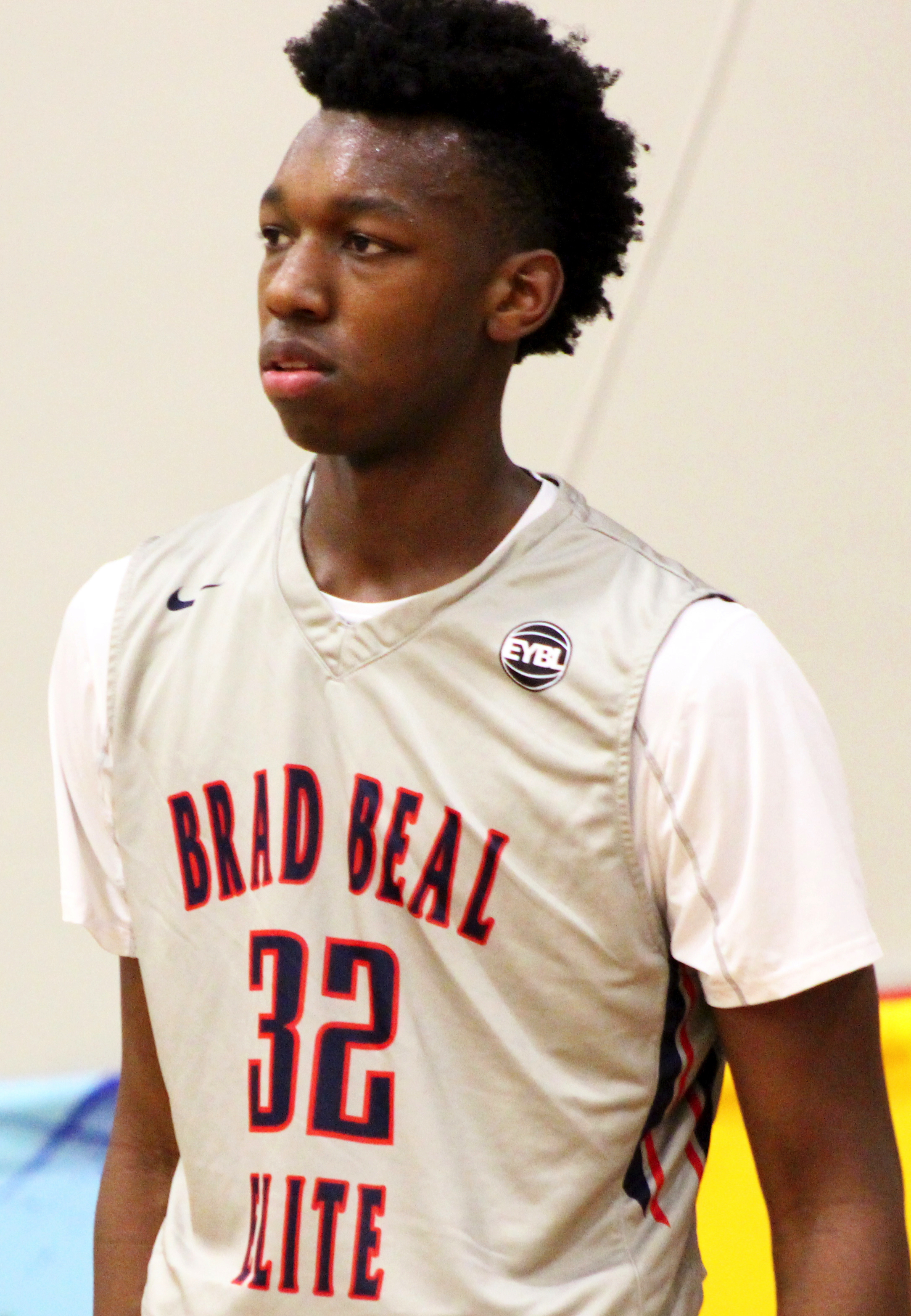
James Wiseman fue seleccionado en segundo lugar por Golden State Warriors.

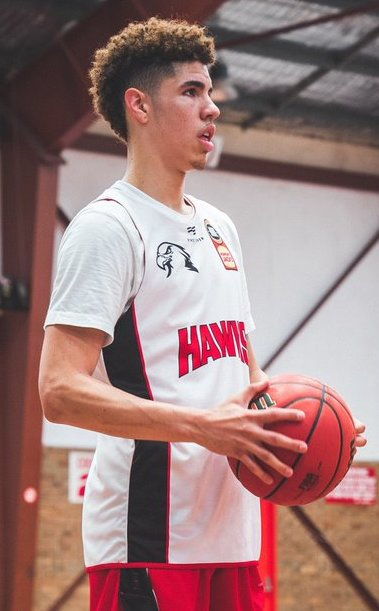
LaMelo Ball fue elegido en tercer lugar por Charlotte Hornets.

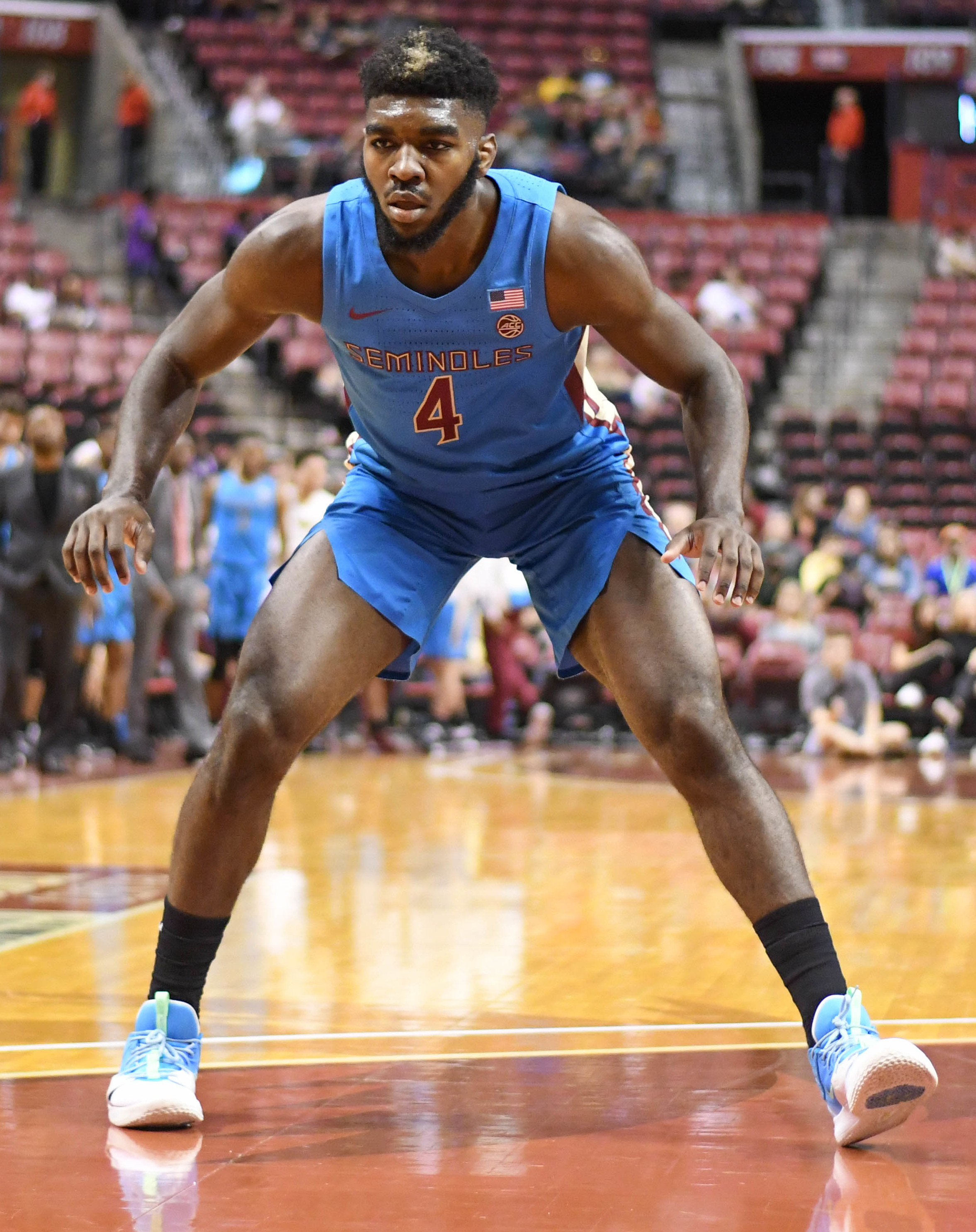
Patrick Williams elegido en cuarto lugar por Chicago Bulls.

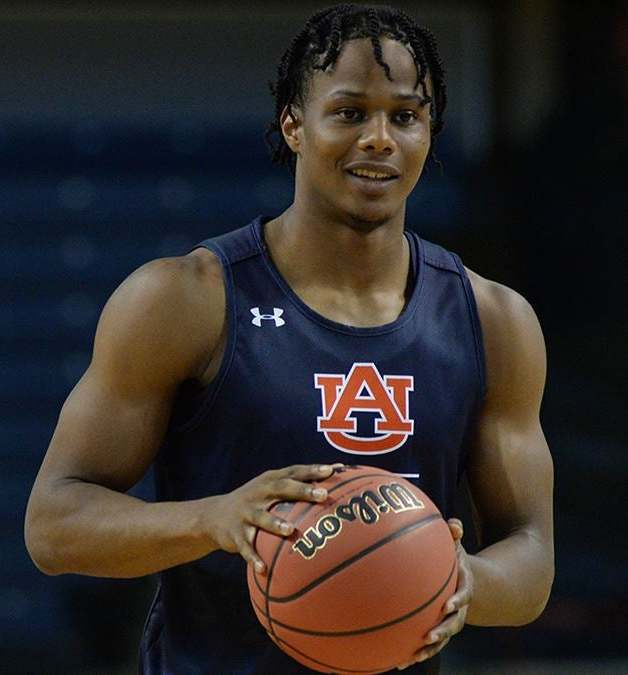
Isaac Okoro seleccionado en quinto lugar por Cleveland Cavaliers.

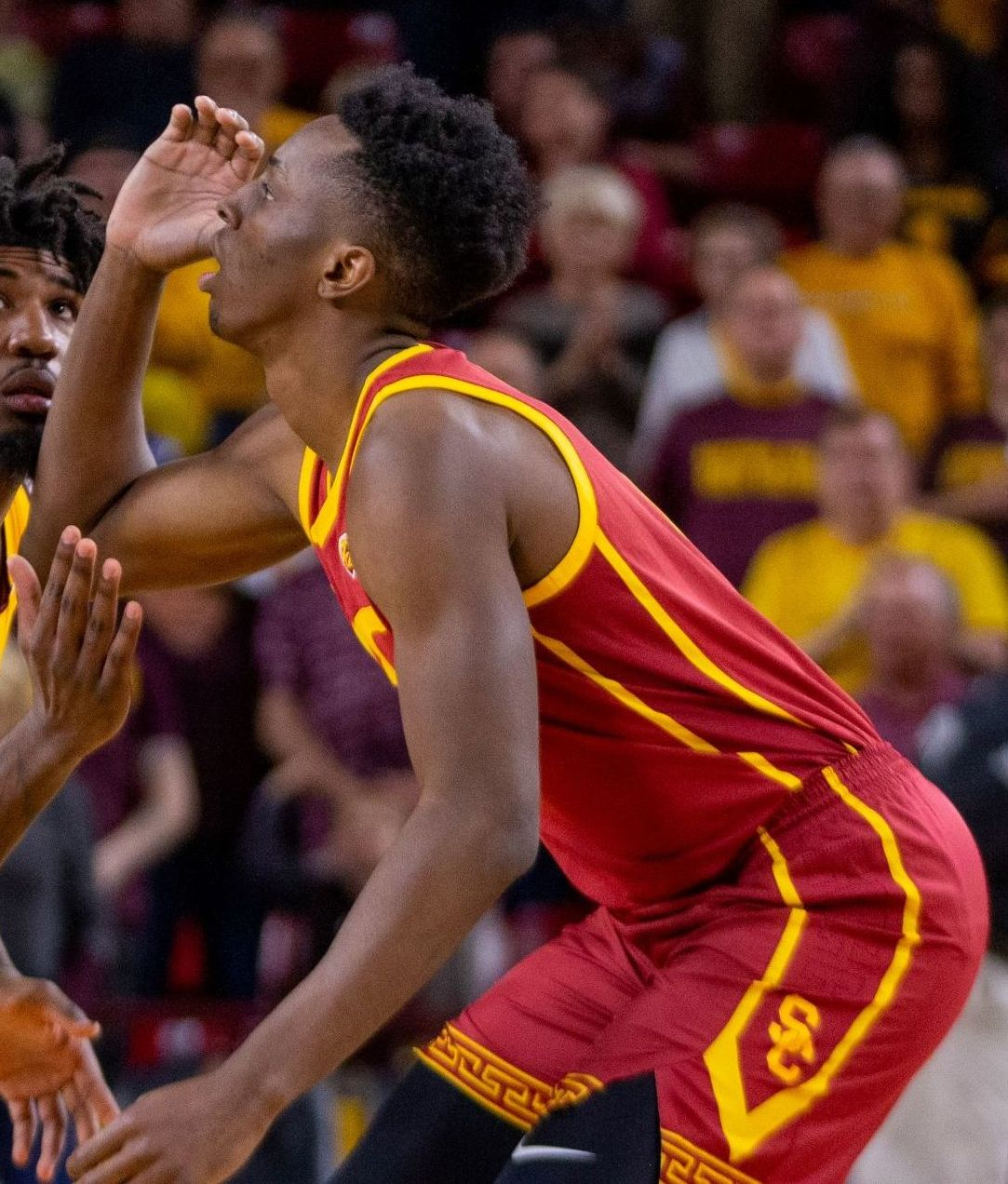
Onyeka Okongwu elegido en sexto lugar por Atlanta Hawks.

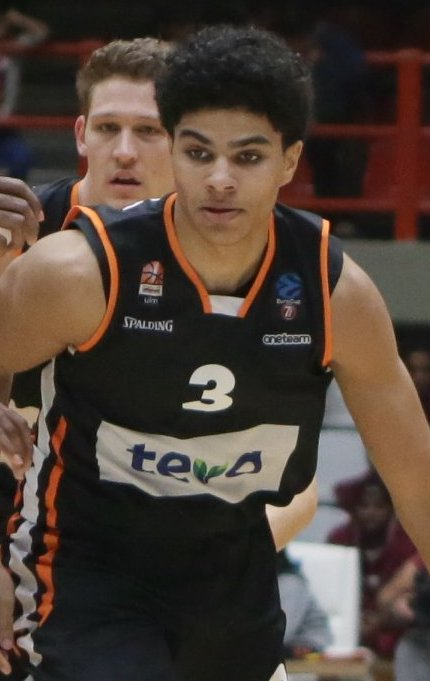
Killian Hayes, elegido en séptimo lugar por Detroit Pistons.

|  |  | Indica jugador miembro del Basketball Hall of Fame                                                        |
|  |  | Indica jugador que ha sido seleccionado por lo menos en un All-Star Game y en el Mejor Quinteto de la NBA |
|  |  | Indica jugador que ha sido seleccionado por lo menos en un All-Star Game                                  |
|  |  | Indica jugador que ha sido seleccionado por lo menos en un Mejor Quinteto de la NBA                       |
|  |  | Indica jugador que nunca jugó en la temporada regular y los playoffs de la NBA                            |
|  |  | Indica jugador que ganó el premio de Rookie del Año de la NBA                                             |

| PG | Base | SG | Escolta | SF | Alero | PF | Ala Pívot | C | Pívot |

### Primera ronda
| Pick | Jugador            | Pos.  | Nacionalidad           | Equipo                                                                  | Universidad / Club               |
| ---- | ------------------ | ----- | ---------------------- | ----------------------------------------------------------------------- | -------------------------------- |
| 1    | Anthony Edwards    | SG    | Estados Unidos         | Minnesota Timberwolves                                                  | Georgia                          |
| 2    | James Wiseman      | C     | Estados Unidos         | Golden State Warriors                                                   | Memphis                          |
| 3    | LaMelo Ball        | PG    | Estados Unidos         | Charlotte Hornets                                                       | Illawarra Hawks (Australia)      |
| 4    | Patrick Williams   | SF    | Estados Unidos         | Chicago Bulls                                                           | Florida State                    |
| 5    | Isaac Okoro        | SF    | Estados Unidos         | Cleveland Cavaliers                                                     | Auburn                           |
| 6    | Onyeka Okongwu     | PF    | Estados Unidos Nigeria | Atlanta Hawks                                                           | USC                              |
| 7    | Killian Hayes      | PG    | Francia Estados Unidos | Detroit Pistons                                                         | ratiopharm Ulm (Alemania)        |
| 8    | Obi Toppin         | PF    | Estados Unidos         | New York Knicks                                                         | Dayton                           |
| 9    | Deni Avdija        | SF    | Israel                 | Washington Wizards                                                      | Maccabi Tel Aviv (Israel)        |
| 10   | Jalen Smith        | PF    | Estados Unidos         | Phoenix Suns                                                            | Maryland                         |
| 11   | Devin Vassell      | SG    | Estados Unidos         | San Antonio Spurs                                                       | Florida State                    |
| 12   | Tyrese Haliburton  | PG    | Estados Unidos         | Sacramento Kings                                                        | Iowa State                       |
| 13   | Kira Lewis Jr.     | PG    | Estados Unidos         | New Orleans Pelicans                                                    | Alabama                          |
| 14   | Aaron Nesmith      | SF    | Estados Unidos         | Boston Celtics (de Memphis)                                             | Vanderbilt                       |
| 15   | Cole Anthony       | PG    | Estados Unidos         | Orlando Magic                                                           | North Carolina                   |
| 16   | Isaiah Stewart     | C     | Estados Unidos         | Portland Trail Blazers (traspasado a Detroit)                           | Washington                       |
| 17   | Aleksej Pokuševski | SF/PF | Serbia · Grecia        | Minnesota Timberwolves (de Brooklyn vía Atlanta)                        | Olympiakos B. C. (Grecia)        |
| 18   | Josh Green         | SG    | Australia              | Dallas Mavericks                                                        | Arizona                          |
| 19   | Saddiq Bey         | SF    | Estados Unidos         | Brooklyn Nets (de Philadelphia vía L.A. Clippers, traspasado a Detroit) | Villanova                        |
| 20   | Precious Achiuwa   | PF    | Nigeria                | Miami Heat                                                              | Memphis                          |
| 21   | Tyrese Maxey       | PG/SG | Estados Unidos         | Philadelphia 76ers (de Oklahoma City vía Orlando)                       | Kentucky                         |
| 22   | Zeke Nnaji         | PF    | Estados Unidos         | Denver Nuggets (de Houston)                                             | Arizona                          |
| 23   | Leandro Bolmaro    | SG    | Argentina              | New York Knicks (de Utah Jazz, traspasado a Minnesota)                  | FC Barcelona (España)            |
| 24   | R. J. Hampton      | PG    | Estados Unidos         | Milwaukee Bucks (de Indiana, traspasado a Denver)                       | New Zealand Breakers (Australia) |
| 25   | Immanuel Quickley  | PG    | Estados Unidos         | Oklahoma City Thunder (de Denver)                                       | Kentucky                         |
| 26   | Payton Pritchard   | PG    | Estados Unidos         | Boston Celtics                                                          | Oregon                           |
| 27   | Udoka Azubuike     | C     | Nigeria                | Utah Jazz (de L.A. Clippers vía New York Knicks)                        | Kansas                           |
| 28   | Jaden McDaniels    | PF    | Estados Unidos         | Los Angeles Lakers (traspasado a Minnesota)                             | Washington                       |
| 29   | Malachi Flynn      | PG    | Estados Unidos         | Toronto Raptors                                                         | San Diego State                  |
| 30   | Desmond Bane       | PG/SG | Estados Unidos         | Boston Celtics (de Milwaukee vía Phoenix, traspasado a Memphis)         | TCU                              |

### Segunda ronda
| Pick | Jugador           | Pos. | Nacionalidad    | Equipo                                                                 | Universidad / Club           |
| ---- | ----------------- | ---- | --------------- | ---------------------------------------------------------------------- | ---------------------------- |
| 31   | Tyrell Terry      | PG   | Estados Unidos  | Dallas Mavericks (de Golden State)                                     | Stanford                     |
| 32   | Vernon Carey Jr.  | PF   | Estados Unidos  | Charlotte Hornets (de Cleveland vía Portland, Orlando y L.A. Clippers) | Duke                         |
| 33   | Daniel Oturu      | C    | Estados Unidos  | Minnesota Timberwolves                                                 | Minnesota                    |
| 34   | Théo Maledon      | PG   | Francia         | Philadelphia 76ers (de Atlanta)                                        | ASVEL Villerbaunne (Francia) |
| 35   | Xavier Tillman    | PF   | Estados Unidos  | Sacramento Kings (de Detroit vía Phoenix)                              | Michigan State               |
| 36   | Tyler Bey         | SF   | Estados Unidos  | Philadelphia 76ers (de New York, traspasado a Dallas)                  | Colorado                     |
| 37   | Vít Krejčí        | PG   | República Checa | Washington Wizards (de Chicago)                                        | Casademont Zaragoza (España) |
| 38   | Saben Lee         | PG   | Estados Unidos  | New York Knicks (de Charlotte)                                         | Vanderbilt                   |
| 39   | Elijah Hughes     | SF   | Estados Unidos  | New Orleans Pelicans (de Washington vía Milwaukee)                     | Syracuse                     |
| 40   | Robert Woodard    | SF   | Estados Unidos  | Memphis Grizzlies (de Phoenix)                                         | Mississippi State            |
| 41   | Tre Jones         | PG   | Estados Unidos  | San Antonio Spurs                                                      | Duke                         |
| 42   | Nick Richards     | C    | Jamaica         | New Orleans Pelicans                                                   | Kentucky                     |
| 43   | Jahmi'us Ramsey   | SG   | Estados Unidos  | Sacramento Kings                                                       | Texas Tech                   |
| 44   | Marko Simonović   | C    | Montenegro      | Chicago Bulls (de Memphis)                                             | Mega Soccerbet (Serbia)      |
| 45   | Jordan Nwora      | SF   | Nigeria         | Milwaukee Bucks                                                        | Louisville                   |
| 46   | C. J. Elleby      | SG   | Estados Unidos  | Portland Trail Blazers                                                 | Washington State             |
| 47   | Yam Madar         | PG   | Israel          | Boston Celtics (de Brooklyn vía Philadelphia, Orlando y Charlotte)     | Hapoel Tel Aviv (Israel)     |
| 48   | Nico Mannion      | PG   | Italia          | Golden State Warriors (de Dallas vía Philadelphia)                     | Arizona                      |
| 49   | Isaiah Joe        | SG   | Estados Unidos  | Philadelphia 76ers                                                     | Arkansas                     |
| 50   | Skylar Mays       | PG   | Estados Unidos  | Atlanta Hawks (de Miami vía Boston y Cleveland)                        | LSU                          |
| 51   | Justinian Jessup  | SG   | Estados Unidos  | Golden State Warriors (de Utah vía Cleveland, Detroit y Dallas)        | Boise State                  |
| 52   | Kenyon Martin Jr. | SG   | Estados Unidos  | Sacramento Kings (de Houston)                                          | IMG Academy                  |
| 53   | Cassius Winston   | PG   | Estados Unidos  | Oklahoma City Thunder                                                  | Michigan State               |
| 54   | Cassius Stanley   | SG   | Estados Unidos  | Indiana Pacers                                                         | Duke                         |
| 55   | Jay Scrubb        | SG   | Estados Unidos  | Brooklyn Nets (de Denver)                                              | John A. Logan College        |
| 56   | Grant Riller      | SG   | Estados Unidos  | Charlotte Hornets (de Boston)                                          | Charleston                   |
| 57   | Reggie Perry      | PF   | Estados Unidos  | Los Angeles Clippers                                                   | Mississippi State            |
| 58   | Paul Reed         | PF   | Estados Unidos  | Philadelphia 76ers (de L.A. Lakers vía Orlando)                        | DePaul                       |
| 59   | Jalen Harris      | SG   | Estados Unidos  | Toronto Raptors                                                        | Nevada                       |
| 60   | Sam Merrill       | SG   | Estados Unidos  | New Orleans Pelicans (desde Milwaukee)                                 | Utah State                   |

## Jugadores destacados no elegidos en el draft
Estos jugadores no fueron seleccionados en el draft de la NBA de 2020, pero han jugado al menos un partido en la NBA.
| Jugador           | Pos.  | Nacionalidad   | Universidad/club   |
| ----------------- | ----- | -------------- | ------------------ |
| Ty-Shon Alexander | SG    | Estados Unidos | Creighton          |
| Jarron Cumberland | SG    | Estados Unidos | Cincinnati         |
| Nate Darling      | SG    | Canadá         | Delaware           |
| Javin DeLaurier   | C     | Estados Unidos | Duke               |
| Mamadi Diakite    | PF    | Guinea         | Virginia           |
| Devon Dotson      | PG    | Estados Unidos | Kansas             |
| Jeff Dowtin       | PG    | Estados Unidos | Rhode Island       |
| Jaime Echenique   | C     | Colombia       | Wichita State      |
| Rob Edwards       | SG    | Estados Unidos | Arizona State      |
| Malik Fitts       | PF    | Estados Unidos | Saint Mary's       |
| Trent Forrest     | PG/SG | Estados Unidos | Florida State      |
| Freddie Gillespie | PF    | Estados Unidos | Baylor             |
| Ashton Hagans     | PG    | Estados Unidos | Kentucky           |
| Josh Hall         | SF    | Estados Unidos | Moravian Prep (NC) |
| Kevon Harris      | SG/SF | Estados Unidos | Stephen F. Austin  |
| Nate Hinton       | SG    | Estados Unidos | Houston            |
| Markus Howard     | PG    | Estados Unidos | Marquette          |
| Mason Jones       | SG    | Estados Unidos | Arkansas           |
| Braxton Key       | SF/SG | Estados Unidos | Virginia           |
| Nathan Knight     | PF/C  | Estados Unidos | William & Mary     |
| Anthony Lamb      | SF    | Estados Unidos | Vermont            |
| Karim Mané        | PG    | Canadá         | Vanier College     |
| Naji Marshall     | SF    | Estados Unidos | Xavier             |
| Sean McDermott    | SF    | Estados Unidos | Butler             |
| Cameron McGriff   | SF    | Estados Unidos | Oklahoma State     |
| Ade Murkey        | SG    | Estados Unidos | Denver             |
| Myles Powell      | SG    | Estados Unidos | Seton Hall         |
| Trevelin Queen    | SG    | Estados Unidos | New Mexico State   |
| Trevon Scott      | SG    | Estados Unidos | Cincinnati         |
| Zavier Simpson    | PG    | Estados Unidos | Michigan           |
| Xavier Sneed      | SF    | Estados Unidos | Kansas State       |
| Lamar Stevens     | PF    | Estados Unidos | Penn State         |
| Jon Teske         | C     | Estados Unidos | Michigan           |
| Brodric Thomas    | SG    | Estados Unidos | Truman             |
| Killian Tillie    | PF/C  | Francia        | Gonzaga            |
| Lindy Waters III  | SG    | Estados Unidos | Oklahoma State     |
| Jack White        | SF    | Australia      | Duke               |
| Ömer Yurtseven    | C     | Turquía        | Georgetown         |

## Jugadores sin cumplir todos los ciclos universitarios
Los jugadores listados en negrita han indicado públicamente que han contratado agentes, o tienen planes de hacerlo, por lo que son ya inelegibles para una nueva temporada en el baloncesto universitario en 2020–21.
| - Precious Achiuwa – F, Memphis (freshman) - Milan Acquaah – G, California Baptist (junior) - Ty-Shon Alexander – G, Creighton (junior) - Cole Anthony – G, UNC (freshman) - Brendan Bailey – F, Marquette (sophomore) - Saddiq Bey – F, Villanova (sophomore) - Tyler Bey – G, Colorado (junior) - Jermaine Bishop – G, Norfolk State (junior) - Dachon Burke Jr. – G, Nebraska (junior) - Vernon Carey Jr. – F, Duke (freshman) - Nate Darling – G, Delaware (junior) - Lamine Diane – F, Cal State Northridge (sophomore) - Devon Dotson – G, Kansas (sophomore) - Anthony Edwards – G, Georgia (freshman) - C. J. Elleby – F, Washington State (sophomore) - Malik Fitts – F, Saint Mary's (junior) - Malachi Flynn – G, San Diego State (junior) - Tony Goodwin II – G, Redemption Academy (Northfield, MA; postgraduate) - Josh Green – G, Arizona (freshman) - Ashton Hagans – G, Kentucky (sophomore) - Tyrese Haliburton – G, Iowa State (sophomore) - Josh Hall – F, Moravian Prep (Hickory, NC; postgraduate) - Rayshaun Hammonds – F, Georgia (junior) - Jalen Harris – G, Nevada (junior) - Niven Hart – G, Fresno State (freshman) - Nate Hinton – G, Houston (sophomore) - Elijah Hughes – F, Syracuse (junior) - Isaiah Joe – G, Arkansas (sophomore) - Dakari Johnson – G, Cape Fear CC (freshman) - C.J. Jones – G, Middle Tennessee (junior) - Mason Jones – G, Arkansas (junior) - Tre Jones – G, Duke (sophomore) - Saben Lee – G, Vanderbilt (junior) - Kira Lewis – G, Alabama (sophomore) - / Nico Mannion – G, Arizona (freshman) - Naji Marshall – F, Xavier (junior) - Kenyon Martin Jr. – G, IMG Academy (Bradenton, FL; postgraduate) | - Tyrese Maxey – G, Kentucky (freshman) - Jaden McDaniels – F, Washington (freshman) - Isiaha Mike – F, SMU (junior) - E. J. Montgomery – G, Kentucky (sophomore) - Davide Moretti – G, Texas Tech (junior) - Aaron Nesmith – G, Vanderbilt (sophomore) - Zeke Nnaji – F, Arizona (freshman) - / Jordan Nwora – F, Louisville (junior) - Onyeka Okongwu – F, USC (freshman) - Isaac Okoro – F, Auburn (freshman) - Daniel Oturu – C, Minnesota (sophomore) - Reggie Perry – F, Mississippi State (sophomore) - Filip Petrušev – F, Gonzaga (sophomore) - Nate Pierre-Louis – G, Temple (junior) - Immanuel Quickley – G, Kentucky (sophomore) - Jahmi'us Ramsey – G, Texas Tech (freshman) - Paul Reed – F, DePaul (junior) - Nick Richards – C, Kentucky (junior) - Joe Saterfield – G, Ranger CC (freshman) - Jay Scrubb – G, John A. Logan College (sophomore) - Jalen Smith – F, Maryland (sophomore) - Cassius Stanley – G, Duke (freshman) - Isaiah Stewart – F, Washington (freshman) - Tyrell Terry – G, Stanford (freshman) - Xavier Tillman – C, Michigan State (junior) - Obi Toppin – F, Dayton (sophomore) - Jordan Tucker – F, Butler (junior) - Devin Vassell – G, Florida State (sophomore) - Nick Weatherspoon – G, Mississippi State (junior) - Kaleb Wesson – F, Ohio State (junior) - Kahlil Whitney – F, Kentucky (freshman) - Emmitt Williams – F, LSU (sophomore) - Patrick Williams – F, Florida State (freshman) - James Wiseman – C, Memphis (freshman) - Robert Woodard II – F, Mississippi State (sophomore) - Ömer Yurtseven – C, Georgetown (junior) |

#### Jugadores internacionales
| - Ragip Atar – C, MZT Skopje (Macedonia del Norte) - / Deni Avdija – F, Maccabi Tel Aviv (Israel) - Brancou Badio – G, FC Barcelona (España) - Darko Bajo – F, Split (Croacia) - Jordan Bayehe – F, Roseto Sharks (Italia) - Marek Blaževič – C, Rytas Vilnius (Lituania) - Adrian Bogucki – C, Rosa Radom (Polonia) - / Leandro Bolmaro – G, FC Barcelona (España) - Vinicius Da Silva – C, Prat (España) - Henri Drell – F, Consultinvest Pesaro (Italia) - Imru Duke – F, Zentro Basket (España) - Michele Ebeling – F, Kleb Ferrara (Italia) - / Paul Eboua – F, Stella Azzurra Roma (Italia) - Osas Ehigiator – C, Montakit Fuenlabrada (España) - Joël Ekamba – G, Limoges CSP (Francia) - Selim Fofana – G, Union Neuchâtel (Suiza) - Miguel González – G, Kirolbet Baskonia (España) - Killian Hayes – G, ratiopharm Ulm (Alemania) - Şehmus Hazer – G, Teksüt Bandırma (Turquía) - Rokas Jokubaitis – G, Žalgiris Kaunas (Lituania) - Georgios Kalaitzakis – G, Panathinaikos (Grecia) - Vít Krejčí – G, Casademont Zaragoza (España) | - Artūrs Kurucs – G, VEF Rīga (Letonia) - Dut Mabor – C, Roseto Sharks (Italia) - Yam Madar – G, Hapoel Tel Aviv (Israel) - Théo Maledon – G, ASVEL (Francia) - Karim Mané – G, Vanier College (Canada) - Sergi Martínez – F, FC Barcelona (España) - Nikola Mišković – F, Mega Bemax (Serbia) - Aristide Mouaha – G, Roseto Sharks (Italia) - Caio Pacheco – G, Weber Bahía (Argentina) - Joel Parra – F, Joventut Badalona (España) - / Aleksej Pokuševski – F, Olympiacos Pireaus (Grecia) - Sander Raieste – F, Kalev/Cramo (Estonia) - Nikos Rogkavopoulos – F, AEK Athens (Gracia) - Yiğitcan Saybir – F, Anadolu Efes (Turkey) - Njegoš Sikiraš – F, Montakit Fuenlabrada (España) - Boriša Simanić – F, Crvena zvezda (Serbia) - Marko Simonović – C, Mega Bemax (Serbia) - Mouhamed Thiam – C, Nanterre 92 (Francia) - Uroš Trifunović – G, Patrizan Belgrade (Serbia) - Arnas Velička – G, CBet Prienai (Lituania) - Andrii Voinalovych – F, Khimik Yuzhny (Ucrania) |

## Lotería del draft
El sorteo de la lotería del draft tuvo lugar el 20 de agosto de 2020, durante la celebración de los playoffs. Este fue el segundo año en el que se aplicó el nuevo sistema de lotería de la NBA, donde se determinarán los cuatro primeros puestos (en lugar de los tres como se hacía hasta ahora); y donde los 3 equipos peores tienen las mismas probabilidades para las 3 selecciones principales, con la selección del número 1 redondeando hasta el 14%, mientras que los equipos con mejores récords tendrán una mayor posibilidad de elegir entre los cuatro primeros en comparación con el sistema anterior. 
La lotería debía tener lugar en mayo en el United Center en Chicago, Illinois, pero se pospuso. El 21 de julio de 2020, la lotería se reprogramó para el 20 de agosto.
| ^ | Indica los resultados de la lotería actuales |

| Equipo                 | Récord 2019-20 | Oport. | Probabilidades de lotería | Probabilidades de lotería | Probabilidades de lotería | Probabilidades de lotería | Probabilidades de lotería | Probabilidades de lotería | Probabilidades de lotería | Probabilidades de lotería | Probabilidades de lotería | Probabilidades de lotería | Probabilidades de lotería | Probabilidades de lotería | Probabilidades de lotería | Probabilidades de lotería |
| Equipo                 | Récord 2019-20 | Oport. | 1.º                       | 2.º                       | 3.º                       | 4.º                       | 5.º                       | 6.º                       | 7.º                       | 8.º                       | 9.º                       | 10.º                      | 11.º                      | 12.º                      | 13.º                      | 14.º                      |
| ---------------------- | -------------- | ------ | ------------------------- | ------------------------- | ------------------------- | ------------------------- | ------------------------- | ------------------------- | ------------------------- | ------------------------- | ------------------------- | ------------------------- | ------------------------- | ------------------------- | ------------------------- | ------------------------- |
| Golden State Warriors  | 15–50          | 140    | 0.140                     | 0.134                     | 0.127                     | 0.120                     | 0.479                     | -                         | -                         | -                         | -                         | -                         | -                         | -                         | -                         | -                         |
| Cleveland Cavaliers    | 19–46          | 140    | 0.140                     | 0.134                     | 0.127                     | 0.120                     | 0.278                     | 0.200                     | -                         | -                         | -                         | -                         | -                         | -                         | -                         | -                         |
| Minnesota Timberwolves | 19–45          | 140    | 0.140                     | 0.134                     | 0.127                     | 0.120                     | 0.148                     | 0.260                     | 0.070                     | -                         | -                         | -                         | -                         | -                         | -                         | -                         |
| Atlanta Hawks          | 20–47          | 125    | 0.125                     | 0.122                     | 0.119                     | 0.115                     | 0.072                     | 0.257                     | 0.167                     | 0.022                     | -                         | -                         | -                         | -                         | -                         | -                         |
| Detroit Pistons        | 20–46          | 105    | 0.105                     | 0.105                     | 0.106                     | 0.105                     | 0.022                     | 0.196                     | 0.267                     | 0.087                     | 0.006                     | -                         | -                         | -                         | -                         | -                         |
| New York Knicks        | 21–45          | 90     | 0.090                     | 0.092                     | 0.094                     | 0.096                     | -                         | 0.086                     | 0.298                     | 0.206                     | 0.037                     | 0.001                     | -                         | -                         | -                         | -                         |
| Chicago Bulls          | 22–43          | 75     | 0.075                     | 0.078                     | 0.081                     | 0.085                     | -                         | -                         | 0.197                     | 0.341                     | 0.129                     | 0.013                     | 0.000                     | -                         | -                         | -                         |
| Charlotte Hornets      | 23–42          | 60     | 0.060                     | 0.063                     | 0.067                     | 0.072                     | -                         | -                         | -                         | 0.345                     | 0.321                     | 0.068                     | 0.004                     | 0.000                     | -                         | -                         |
| Washington Wizards     | 24–40 (25–47)  | 45     | 0.045                     | 0.048                     | 0.052                     | 0.057                     | -                         | -                         | -                         | -                         | 0.507                     | 0.259                     | 0.030                     | 0.001                     | 0.000                     | -                         |
| Phoenix Suns           | 26–39 (34–39)  | 30     | 0.030                     | 0.033                     | 0.036                     | 0.040                     | -                         | -                         | -                         | -                         | -                         | 0.659                     | 0.190                     | 0.012                     | 0.000                     | 0.000                     |
| San Antonio Spurs      | 27–36 (32–39)  | 20     | 0.020                     | 0.022                     | 0.025                     | 0.028                     | -                         | -                         | -                         | -                         | -                         | -                         | 0.776                     | 0.126                     | 0.004                     | 0.000                     |
| Sacramento Kings       | 28–36 (31–41)  | 13     | 0.013                     | 0.014                     | 0.016                     | 0.018                     | -                         | -                         | -                         | -                         | -                         | -                         | -                         | 0.861                     | 0.076                     | 0.001                     |
| New Orleans Pelicans   | 28–36 (30–42)  | 12     | 0.012                     | 0.013                     | 0.015                     | 0.017                     | -                         | -                         | -                         | -                         | -                         | -                         | -                         | -                         | 0.920                     | 0.023                     |
| Memphis Grizzlies      | 32–33 (34–39)  | 5      | 0.005                     | 0.006                     | 0.006                     | 0.007                     | -                         | -                         | -                         | -                         | -                         | -                         | -                         | -                         | -                         | 0.976                     |